# 今夜も大勉強!
今夜も大勉強!（こんやもだいべんきょう!）は1994年10月3日から1995年10月6日にかけて放送された、RKBラジオの若者向けトークバラエティ番組。

## 放送形態
- 月曜 - 木曜
  - 21:00～24:00までの放送。当時吉本興業福岡事務所に所属していた鶴屋華丸・亀屋大吉（現・博多華丸・大吉）が担当。
- 金曜
  - 「今夜も大勉強! あとは寝るだけ」の番組タイトルで、21:00～24:40の放送。劇団「ギンギラ太陽'S」座長の大塚ムネトと1992年度に同局の『HiHiHi』で活躍したモモコクラブ出身のモデル、タレントの中野早杜子が担当。

## 概要
- RKBラジオが『スマッシュ!!11』以来四半世紀に渡って続けてきた男性パーソナリティ＆女性アシスタント形式の若者向けトークバラエティ番組に終止符を打ち、1994年に放送を開始した新しいスタイルのラジオ番組。
- 当時、福岡で一番人気のタレントであった華丸・大吉コンビの起用は全国的な知名度を誇るMBSラジオ『MBSヤングタウン』の福岡版を思わせ、鳴り物入りのスタートであった。
- RKBとしてもこの番組によって『HiHiHi』終了後凋落傾向にあった深夜時間帯の復権を願っていたが、ライバルのKBCラジオ『3P』をリードすることは出来ず、1995年10月改編をもって、福岡吉本芸人メインの番組『携帯吉本』に引き継がれた。
- 現在、華丸・大吉は東京に進出して活躍、金曜担当だった大塚が率いる劇団は福岡ナンバーワンの地位を不動のものとし、中野もプロ野球選手と結婚して幸せな家庭を築いている。

| RKBラジオ 夜の生ワイド番組 | RKBラジオ 夜の生ワイド番組 | RKBラジオ 夜の生ワイド番組                                                                                               |
| 前番組                     | 番組名                     | 次番組 |
| -------------------------- | -------------------------- | --- |
| もっとももんが             | 今夜も大勉強!              | ユアヒットパレード（20:00~22:00） 携帯吉本（月曜～木曜 22:00~24:00） 博多インディーズ あとは寝るだけ（金曜 22:00~24:40） |